# Srebrenko Posavec
Srebrenko Posavec (* 19. März 1980 in Murska Sobota) ist ein kroatischer Fußballspieler.
Srebrenko Posavec ist ein klassischer Mittelfeldspieler aus der Jugend von NK Varteks Varaždin. Bei den Senioren konnte er sich lange nicht durchsetzen und wechselte bald ins Ausland. In der Saison 1999/2000 bestritt er fünf Zweitligaspiele bei Hannover 96. Mit NK Varteks Varaždin wurde er 2005/06 Vizepokalsieger.
Für die kroatische Nationalelf bestritt er 2006 ein Länderspiel.